# شتر نیم‌گردن
شتر گردن کوتاه (به انگلیسی: Hemiauchenia) یک تیره شتر منقرض شده‌است که در دوران پلیوسن پسین و پلیستوسن در آمریکای شمالی و جنوبی می‌زیسته‌است. آنها شترهای بزرگی بودند که پاها و گردن‌های بلندی داشتند و فسیل‌های آن‌ها در نقاط مختلف قاره آمریکا پیدا شده‌است.

## ریشه نام
کلمه hemiauchenia از کلمات یونانی "hemi" به معنای "نیم" و "auchen" به معنای "گردن" گرفته شده‌است؛ بنابراین، "hemiauchenia" به گردن شتر گفته می‌شود که در مقایسه با سایر گونه‌های شتر کمی کوتاه شده‌است.